# Ключевка (Алтайский край)
Ключевка — посёлок в Ребрихинском районе Алтайского края. Входит в состав Зеленорощинского сельсовета.

## История
Основан в 1924 г. В 1928 году посёлок Ключевской состоял из 24 хозяйств, основное население — русские. В административном отношении входило в состав Ребрихинского сельсовета Ребрихинского района Барнаульского округа Сибирского края.

## Население
| 1926 | 1997 | 1998 | 1999 | 2000 | 2001 |
| ---- | ---- | ---- | ---- | ---- | ---- |
| 106  | ↗180 | ↗183 | ↘181 | ↗184 | ↗191 |
| 2002 | 2003 | 2004 | 2005 | 2006 | 2007 |
| ↘180 | ↘172 | ↗192 | →192 | ↘187 | ↗191 |
| 2008 | 2009 | 2010 | 2011 | 2012 | 2013 |
| ↗205 | ↘187 | ↘172 | ↘170 | ↘161 | ↘153 |

Национальный состав
Согласно результатам переписи 2002 года, в национальной структуре населения русские составляли 95 %.